# 細川成春
細川 成春（ほそかわ しげはる）は、室町時代後期の武将。淡路国守護。細川淡路守護家6代当主。

## 略歴
永享5年（1433年）、細川持親の子として誕生。諱の「成」の字は、室町幕府8代将軍・足利義成（のちの義政）から偏諱を賜ったもので、義成が元服および将軍に就任した文安6年（1449年）以後（まもない頃）に元服したものと考えられる。また、のちに義成（義政）の弓の師を務めたことにより、将軍の側近となった。
寛正6年（1465年）、父の死去により家督を継いで淡路守護となり、応仁元年（1467年）からの応仁の乱では、細川勝元の東軍に与した。文明17年（1485年）5月15日に死去。享年53。子・尚春が跡を継いだ。